# 636
636 је била преступна година.

## Догађаји
- Византијско-арапски ратови: цар Ираклије окупља велику војску која се састоји од контингената Византинаца, Словена, Франака, Грузијаца, Јермена и хришћанских Арапа. Он успоставља базу у Јакуси (близу Гадаре), близу ивице Голанске висоравни, штитећи витални главни пут од Египта до Дамаска. Подножје је заштићено дубоким долинама и стрмоглавим литицама, добро снабдевено водом и испашом.
- Лето – цар Ираклије сазива црквени сабор у Антиохији и испитује ситуацију. Он прихвата аргумент да је византијска непослушност Богу крива за хришћанску катастрофу у Сирији. Ираклије одлази у Цариград са речима: „Мир теби Сирија — каква ћеш лепа земља бити непријатељу своме“.
- 28. април – Јукном Чен II постаје владар мајанског града државе Калакмул у јужном Мексику и влада 50 година до своје смрти 686. године.
- Хинтила је изабран на сабору епископа и племића (у складу са 75. каноном Четвртог сабора у Толеду) за владара Визигота, након смрти краља Сисенанда.
- Ротари (бивши војвода од Бреше) се оженио удовицом краљицом Гундебергом и наследио Ариоалда као краљ Лангобарда. Током своје владавине, он је погубио многе непокорне племиће.
- Град Басра (модерни Ирак) је основан на Шат ал-Арабу, на челу Персијског залива. Лука ће постати главни трговачки центар за робу из Арабије, Индије и Персије.
- Пагода Ксуми у Џенгдингу (Кина) изграђена је за време владавине цара Таизонга од Танга.
- 30. јун – Пети сабор у Толеду: Хинтила наређује сабор у цркви Свете Леокадије; епископи прихватају декрет да само из редова готског племства (са војним функцијама) може бити изабран краљ Визиготског краљевства.

### Август
- 19. август — Арапи су у бици код Јармука у Сирији победили византијску војску и потом освојили све персијске области које је држала Византија.

### Септембар
- 19. септембар — Битка код Ал-Кадисије: Муслиманска арапска војска побеђује персијске снаге под вођством Ростама Фарохазада, код Ал-Кадисије (Јужна Месопотамија). Војска Праведног халифата предвођена Халидом ибн Валидом заузела Дамаск од Византијског царства.

## Смрти
- Исидор Севиљски
- Дерван - лужичкосрпски кнез
- Георгије Писида
- Сисенанд
- Теодор Тритирије